# Васильев, Степан Иннокентьевич
Степан Иннокентьевич Васильев (1925 год, Тобуйский наслег, Верхне-Вилюйский район — 25 января 1960 год) — председатель колхоза имени Молотова Верхне-Вилюйского района Якутской АССР. Герой Социалистического Труда (1949). Депутат Верховного Совета СССР 3-го созыва.

## Биография
Родился в 1925 году в Тобуйском наслеге Верхне-Вилюйского района. С 1942 году трудился в местном колхозе. С 1944 года служил в Красной Армии. С 1945 года заведовал молочно-товарной фермой в колхозе имени Молотова Верхне-Вилюйского района. В 1947 году избран председателем этого же колхоза.
Вывел колхоз в число передовых сельскохозяйственных предприятий Верхне-Вилюйского района. В 1948 году колхоз перевыполнил план по животноводству и коневодству. Численность крупного рогатого скота возросла с 208 голов в 1947 году до 320 голов в 1949 году. Уделял особое внимание развитию коневодства в колхозе. Для повышения поголовья табуна колхоз специально заготавливал по 25 центнеров сена для каждой жеребой кобылы и по 15 центнеров сена для каждой лошади, в результате чего повысился приплод жеребят. Если в 1946 году колхозом было получено 25 жеребят от 40 кобыл, то в 1947 году колхоз вырастил 54 жеребят от 60 кобыл. В 1947 году колхоз вырастил 61 жеребёнка от 61 кобыл. Указом Президиума Верховного Совета СССР от 30 июня 1949 года за получение высокий продуктивности животноводства в 1948 году удостоен звания Героя Социалистического Труда с вручением ордена Ленина и золотой медали «Серп и Молот».
В 1951 году окончил Якутскую сельскохозяйственную школу по подготовке руководящих кадров колхозов, после чего работал заведующим отделом сельского хозяйства Верхне-Вилюйского райкома. С 1954 года — заместитель председателя исполкома Верхне-Вилюйского райсовета и с 1958 года — на партийной должности в райкоме партии.
Избирался депутатом Верховного Совета СССР 3-го созыва от Верхне-Вилюйского избирательного округа (1950—1954).
Скончался в 1960 году.